# Obrus

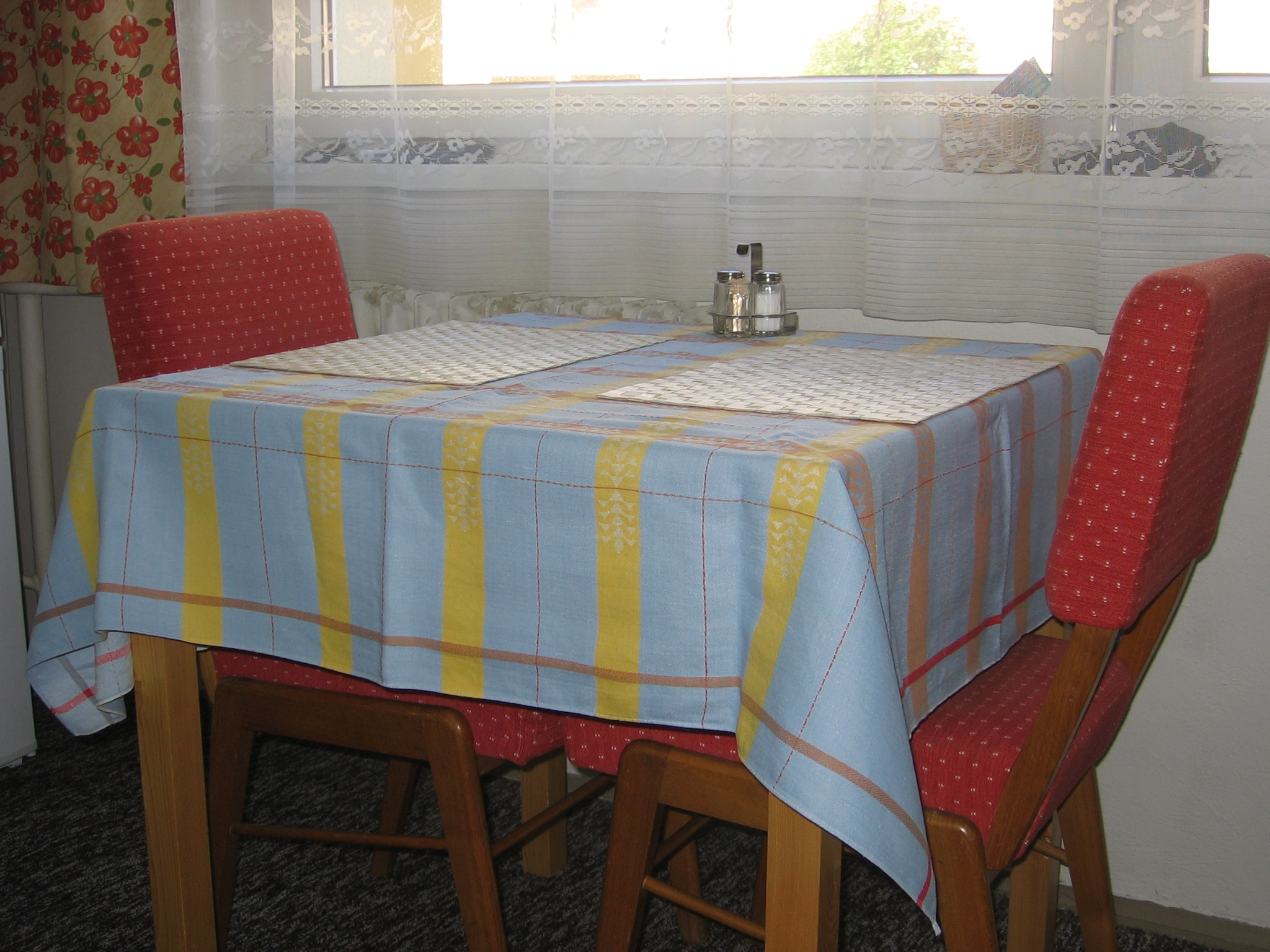
Obrus

Obrus – tkanina lub dzianina, używane do przykrycia stołu, zwykle na czas posiłków. Pełni funkcję dekoracyjną i ochronną.
Obrusy wykonane są z tkanin jedwabnych, lnianych lub bawełnianych, a także z tkanin sztucznych (tzw. obrusy plamoodporne) w jednolitych kolorach, różnokolorowe, ze wzorami żakardowymi, drukowane lub haftowane, a bardziej dekoracyjne z koronek. Na uroczyste okazje przeważnie wykorzystuje się białe obrusy.

## Historia
Najstarsza znana wzmianka o obrusie to okres ok. 100 n.e. (utwór Marcjalisa).